# Robert Harris (peintre)
Pour l’article homonyme, voir Robert Harris.
Robert Harris est un peintre canadien d'origine britannique. Il est surtout connu pour son tableau sur les Pères de la Confédération.
Né dans le Pays de Galles, Robert Harris déménage avec sa famille à l'Île-du-Prince-Édouard au Canada à l'âge de 7 ans. Il suit des cours d'art et de peinture à Boston, à la Slade School of Fine Art de Londres, à Paris avec Léon Bonnat et à Rome, avant de s'installer à Montréal au Canada.
En 1883, il est choisi pour peindre les Pères de Confédération, les politiciens qui ont participé à la création de la Confédération canadienne en 1867, commande qui assure sa réputation de portraitiste. À ce titre, il peint plusieurs portraits de personnalités et d'individus divers. Il est également un membre fondateur de l'Académie royale des arts du Canada dont il est président de 1893 à 1906.
Plusieurs de ses œuvres sont conservées au Centre des arts de la Confédération à Charlottetown, dans l'Île-du-Prince-Édouard. Son tableau, A Meeting of the School Trustees de la pionnière en éducation Kate Henderson a fait l'objet d'un timbre en 1980. Robert Harris est le frère de l'architecte William Critchlow Harris et cousin de la peintre Kathleen Morris. Il fait partie de l'Ordre de Saint-Michel et Saint-Georges.

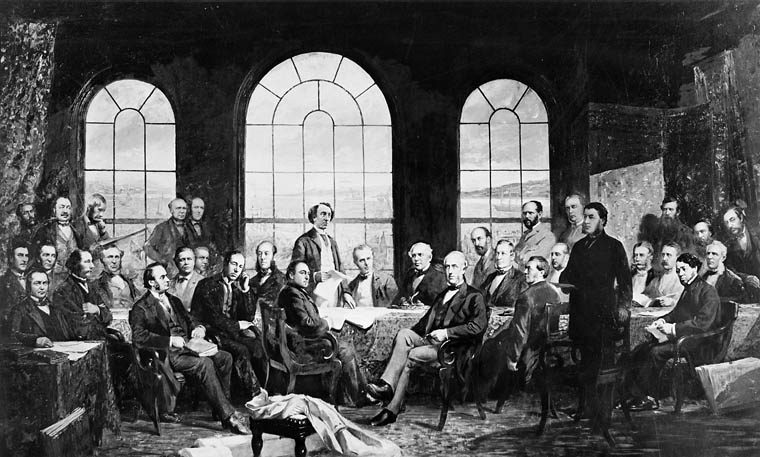
Photo des Pères de la Confédération peint en 1884, détruit dans l'incendie de l'Édifice du Centre du Parlement du Canada à Ottawa en 1916.
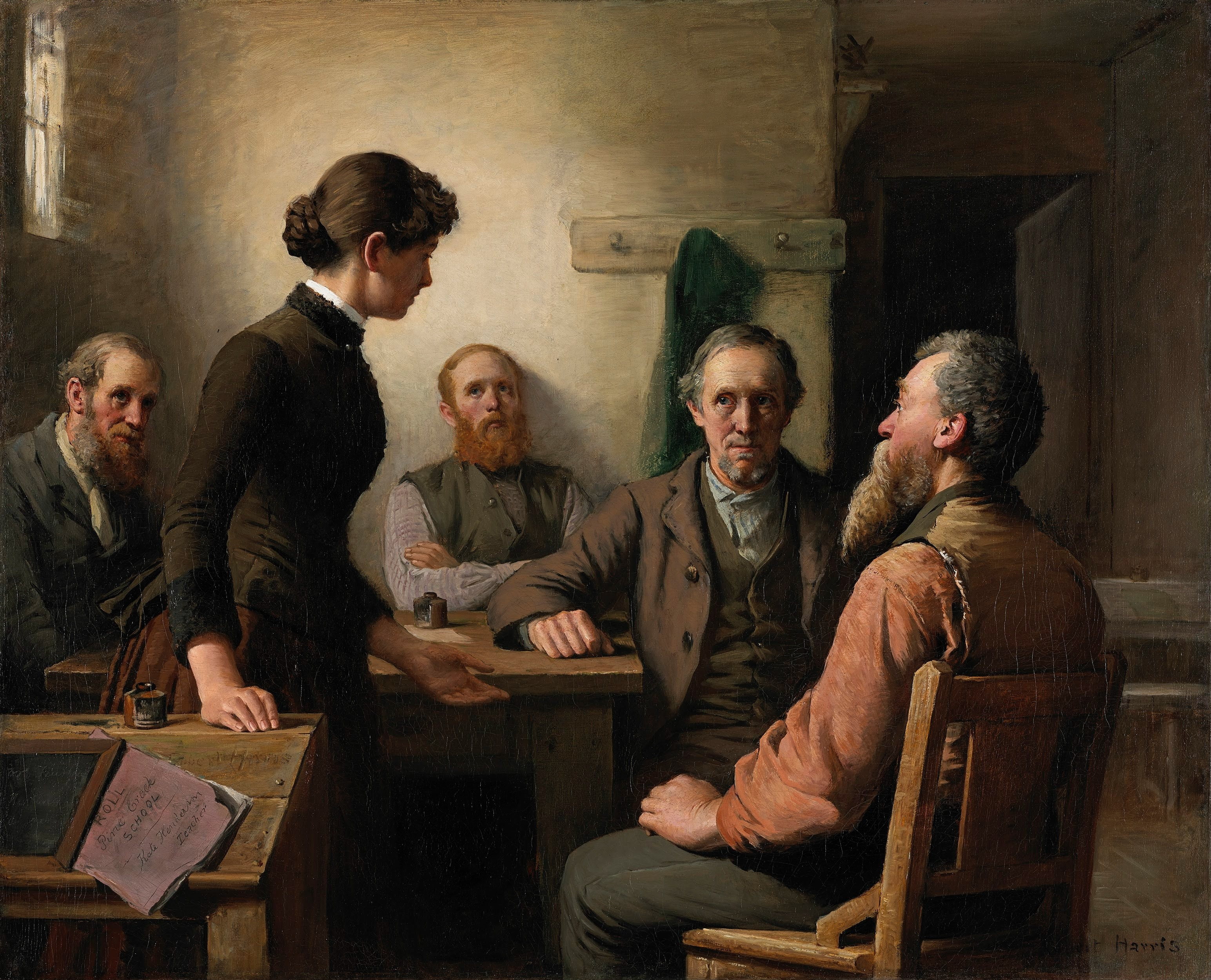
A Meeting of the School Trustees (1885, Musée des beaux-arts du Canada
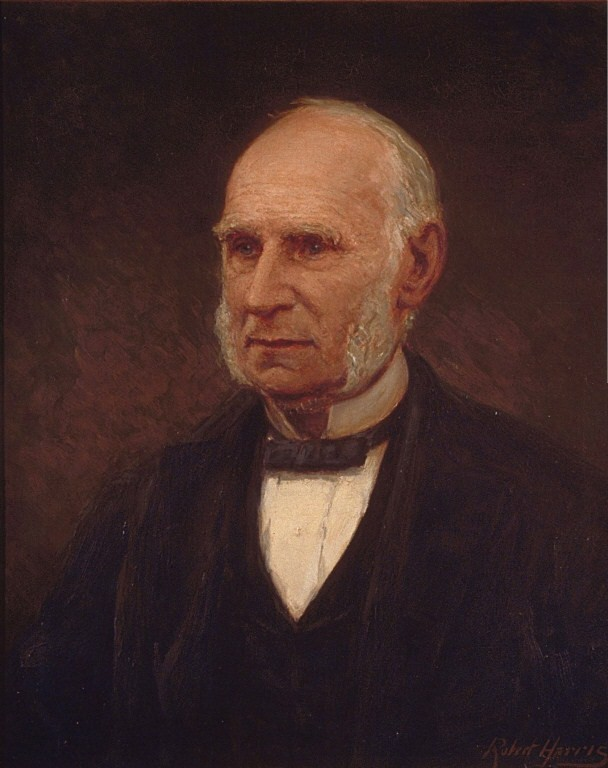
Portrait de l'homme d'affaires montréalais, Henry Morgan

## Musées et collections publiques
- Centre des arts de la Confédération
- Musée des beaux-arts de l'Ontario
- Musée des beaux-arts du Canada[2]
- Musée national des beaux-arts du Québec[3]